# 1992 EB16
1992 EB16 är en asteroid i huvudbältet som upptäcktes den 1 mars 1992 av UESAC vid La Silla-observatoriet.
Den tillhör asteroidgruppen Koronis.